# Nippon Maru
Le Nippon Maru (日本丸) (ou T.S. Nippon Maru) est un ancien navire-école de la marine marchande japonaise.
Ce quatre-mâts barque est aujourd'hui un navire musée visible à Yokohama.

## Histoire
Le Nippon Maru a été construit en 1930 à Kobe sur le chantier naval Kawasaki, en même temps que son sister-ship, le Kaiwo Maru pour devenir navire-école de la marine marchande.
La fin de ses travaux s'est effectuée, comme pour le Kaiwo Maru au chantier naval Ramage et Ferguson Ltd. à Édimbourg en Écosse où a été construit le København.
Depuis 1943, il appartient à la Marine nationale japonaise et navigue essentiellement sur l'Océan Pacifique faisant quatre voyages aux États-Unis.
Pendant la Seconde Guerre mondiale il est transformé en navire de transport de carburant pour l'effort de guerre dans les eaux japonaises. Après la guerre, il réalise 29 trajets de rapatriement de ressortissants japonais (25 423 personnes).
En 1952, il est regréé en quatre-mâts barque, repeint en blanc et reprend son activité de navire-école jusqu'en 1984. 
En 1984, il aura navigué 1 830 000 km et aura formé 15 000 marins. Il a été remplacé par le Nippon Maru II.

## Bateau-musée
Depuis le 28 avril 1984, le Nippon Maru est en cale-sèche dans le quartier de Minato Mirai 21, dans le port de Yokohama. Cet ancien chantier naval appartenait à la Mitsubishi Heavy Industries depuis 1899.
Le fait le plus caractéristique est qu'il est resté dans sa version originale. On peut encore voir la cabine du capitaine qui est l'attraction première du navire-musée. Les 29 voiles sont hissées 10 fois par an.

## Paquebot Nippon Maru
Il existe un paquebot japonais également nommé Nippon Maru, exploité par la grande compagnie japonaise Mitsui O.S.K. Lines. Construit en 1990 par Mitsubishi Heavy Industries à Kobe , reconditionné en 2020, il peut accueillir entre 400 et 600 croisiéristes.